# Regierung Abhisit Vejjajiva

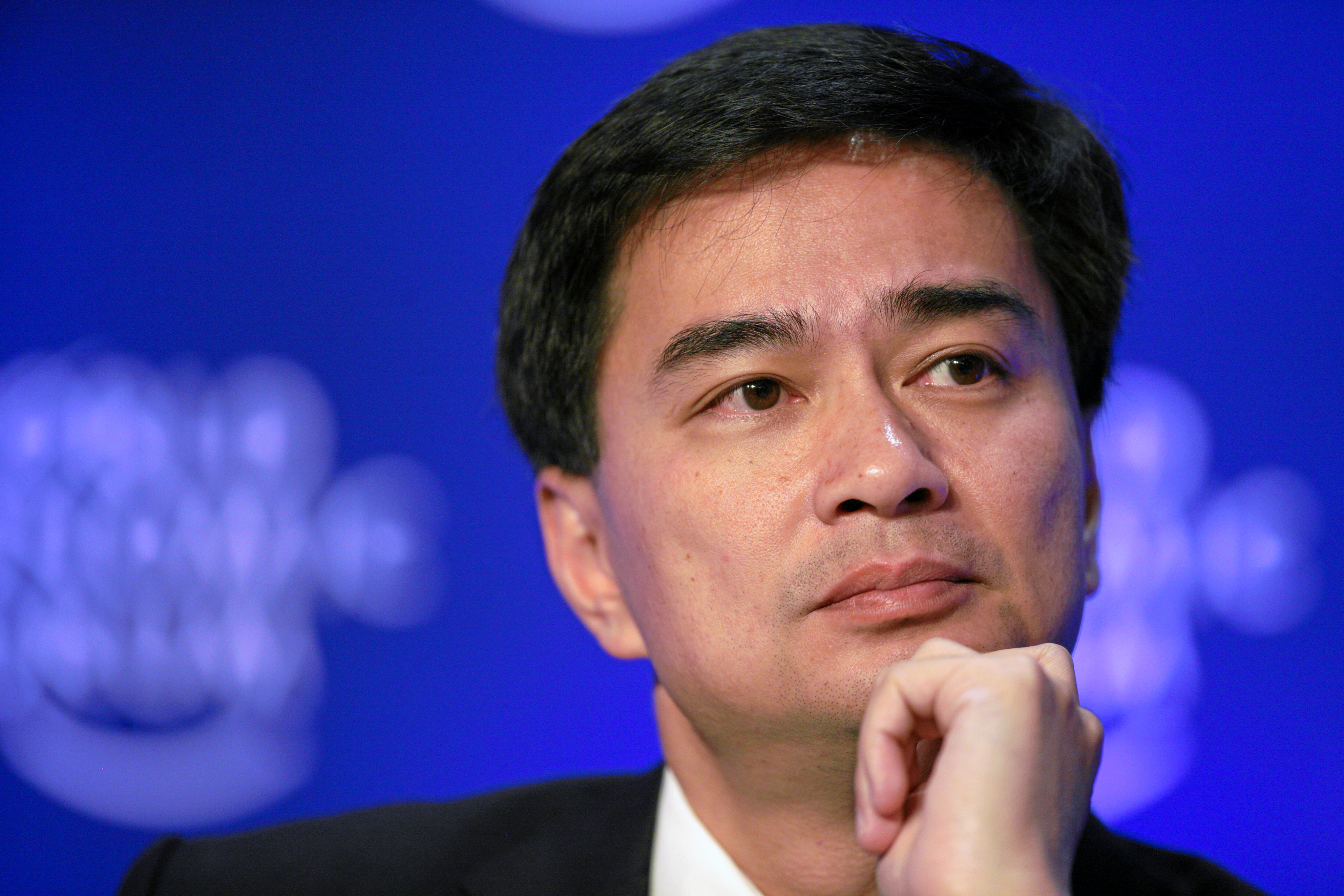
Premierminister Abhisit Vejjajiva (2009)

Die Regierung Abhisit Vejjajiva war die 59. thailändische Regierung unter Führung von Premierminister Abhisit Vejjajiva. Sie wurde im Dezember 2008 vorgestellt und im August 2011 aufgrund der Parlamentswahl 2011 durch die Regierung von Yingluck Shinawatra abgelöst.
Die Vorgängerregierung unter Somchai Wongsawat musste zurücktreten, weil die damalige Regierungspartei Phak Palang Prachachon (PPP) vom Verfassungsgericht aufgelöst worden war. Die anschließend eingesetzte Übergangsregierung unter Chaovarat Chanweerakul wurde nach etwa zwei Wochen ohne Durchführung von Neuwahlen durch die Regierung Abhisit Vejjajiva ersetzt.
Die Amtszeit der Regierung Abhisit Vejjajiva war geprägt von heftigen und teilweise gewalttätigen Auseinandersetzungen mit der Opposition, speziell mit der National United Front of Democracy Against Dictatorship (kurz UDD, deutsch etwa: Vereinigte nationale Front für Demokratie gegen Diktatur; im Volksmund Rothemden).

## Geschichte

### Vorgeschichte

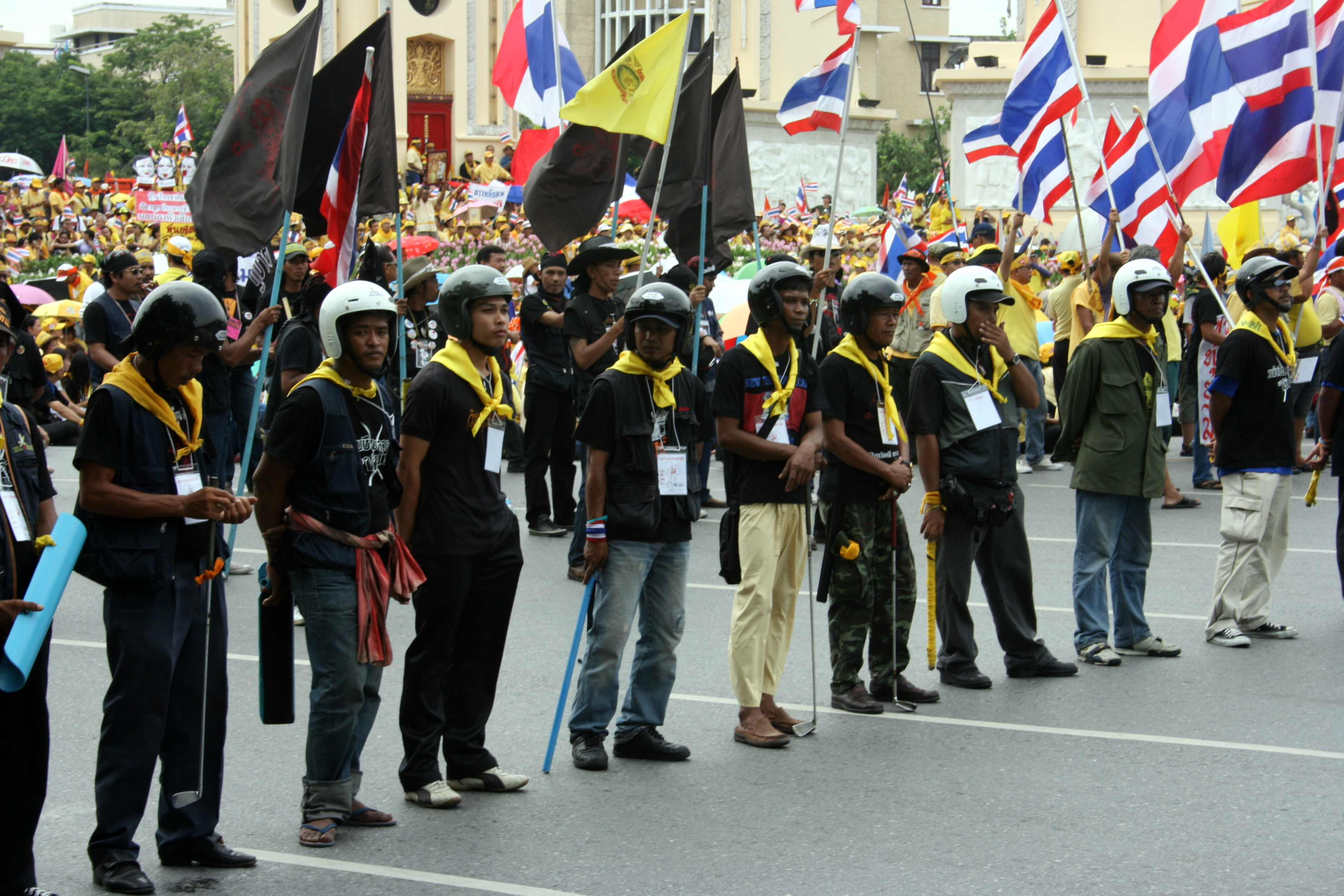
Protestierende Anhänger der PAD im August 2008

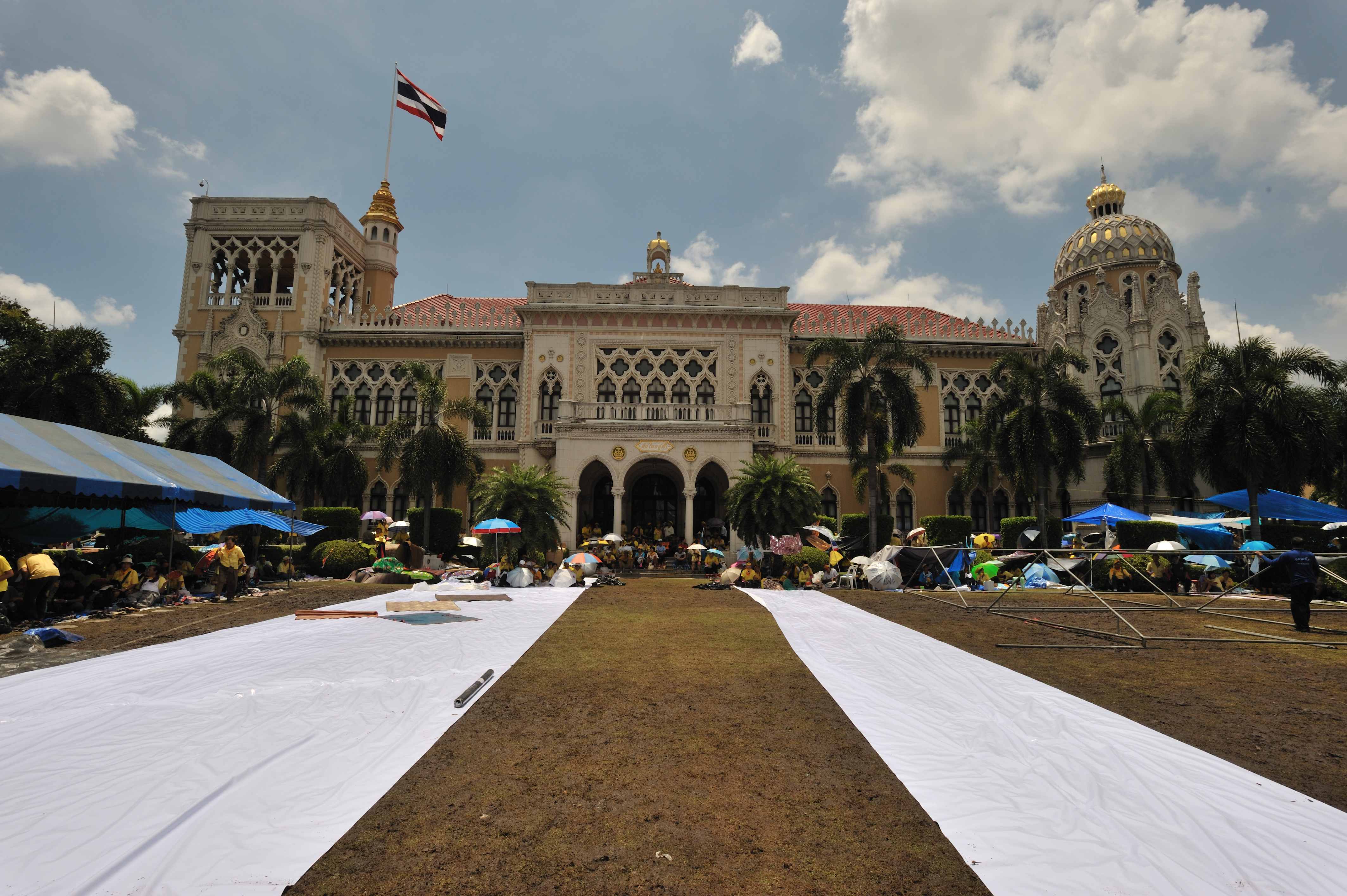
Proteste vor dem thailändischen Parlamentsgebäude

Ab Mai 2008 begannen verstärkte Proteste von Regierungskritikern der People’s Alliance for Democracy (PAD), die Premierminister Samak Sundaravej Korruption vorwarfen und seinen Rücktritt forderten. Ende August 2008 besetzten Protestierende seinen Amtssitz sowie mehrere Flughäfen. Es kam zu Streiks und in der Folge zu gewalttätigen Zusammenstößen, die ein Todesopfer forderten.
Die staatliche Wahlkommission hatte unterdessen der regierenden Phak Palang Prachachon (PPP) Betrug bei der Parlamentswahl 2007 vorgeworfen und einen Verbotsantrag gegen sie gestellt.
Am 9. September 2008 entschied das Verfassungsgericht, dass Samak aufgrund einer Angestelltentätigkeit als Fernsehkoch seines Amtes zu entheben sei. Am 17. September 2008 wurde sein Stellvertreter Somchai Wongsawat zum neuen Premierminister gewählt.
Auch nach der Wahl kam es zu weiteren Protesten der Regierungsgegner mit erneuten Flughafenbesetzungen, gewalttätigen Zwischenfällen und Festnahmen.
Am 2. Dezember 2008 verfügte das Verfassungsgericht die Auflösung der Regierungspartei PPP und zwei ihrer Koalitionspartner wegen Wahlbetrugs. Premierminister Somchai und weiteren führenden Mitgliedern der PPP wurde die politische Tätigkeit für fünf Jahre untersagt. Die Regierung erklärte daraufhin ihren Rücktritt. Als Übergangspremier wurde am 2. Dezember Chaovarat Chanweerakul eingesetzt.

### Ernennung
Die Regierung Abhisit Vejjajiva wurde am 17. Dezember 2008 vorgestellt. Am 20. Dezember wurde ihre Zusammensetzung veröffentlicht, und König Bhumibol Adulyadej vereidigte sie am 22. Dezember.
Abhisit hatte sich zur Besetzung der Flughäfen, die einen dramatischen Einbruch der thailändischen Wirtschaft, insbesondere im Tourismus, zur Folge hatte, nicht geäußert. Seine Regierung umfasste aber auch Politiker wie den neuen Außenminister Kasit Piromya, der die Flughafenblockade ausdrücklich gutgeheißen und die Aktionen der PAD unterstützt hatte.

### ASEAN-Gipfel
Anfang April 2009 musste der ASEAN-Gipfel im thailändischen Pattaya abgebrochen werden, nachdem hunderte regierungskritische Demonstranten der Rothemden den Tagungsort gestürmt hatten. Abhisit Vejjajiva rief daraufhin den Notstand aus. Die politischen Unruhen griffen die nächsten Tage auch auf die Hauptstadt Bangkok über, wo bei Straßenkämpfen mit der Polizei und Soldaten zwei Menschen getötet wurden.

### Unruhen in Bangkok 2010

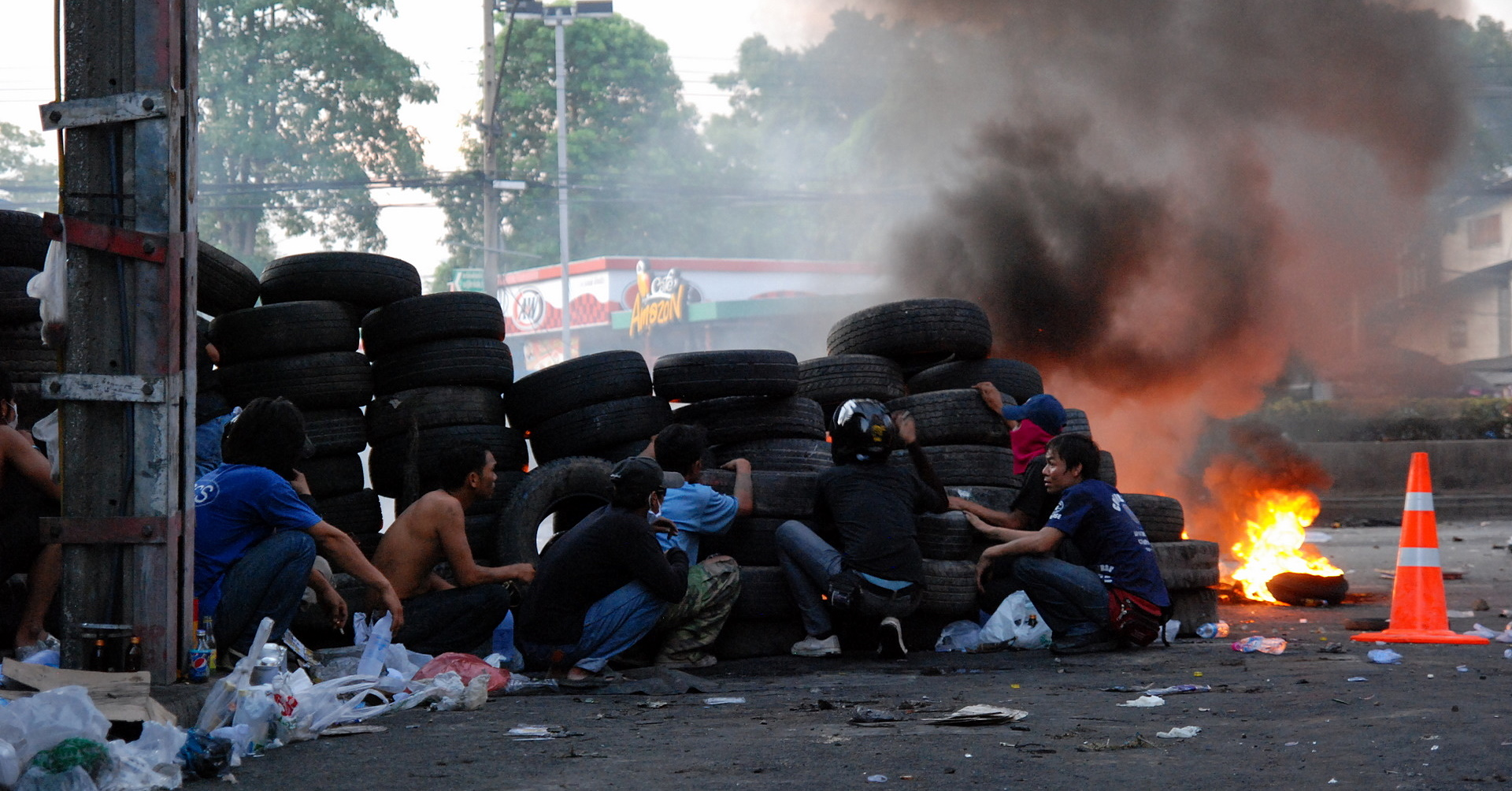
Rothemden verschanzen sich hinter Barrikaden aus Autoreifen (15. Mai 2010)

Im Frühjahr 2010 begannen die Proteste der UDD (die so genannten „Rothemden“) erneut aufzuflammen. Dabei gingen Sicherheitskräfte massiv gegen die Demonstranten vor, was zu Toten und Verletzten führte. Mitte März 2010 strömten rund 150.000 protestierende Rothemden zusammen, um auf die Regierung Abhisit Druck auszuüben, und besetzten die Phan-Fah-Brücke in der Altstadt. Am 17. März verschütteten Demonstranten ihr vorher in Behälter abgefülltes Eigenblut vor Premierminister Abhisit Vejjajivas Amtssitz, um symbolisch ein Opfer für die Demokratie zu bringen. Die zentral gelegene Ratchaprasong-Kreuzung („Ratprasong“) im Stadtteil Pathum Wan in der unmittelbaren Umgebung verschiedener Einkaufszentren und Hotels bildete nach ihrer Besetzung am 3. April wochenlang das Zentrum der Bewegung. Im Eindruck der eskalierenden Situation gründete die Regierung das Centre for the Resolution of the Emergency Situation (CRES) mit einem umfangreichen Mandat zur Wiederherstellung der Ordnung im Land. Es setzte sich aus zahlreichen ranghohen Politikern, Staatsbeamten und Militärs zusammen und stand unter der Leitung von Innenminister und Vizepremierminister Suthep Thaugsuban.
Anfang Mai stellte Abhisit Vejjajiva aufgrund der andauernden Proteste einen Plan zu vorgezogenen Neuwahlen im November vor. Die Opposition stimmte grundsätzlich zu, forderte aber im Gegenzug einen festen Zeitplan zur Auflösung des Parlaments.
Bei einer neuerlichen Eskalation wurde einer der Anführer der Protestbewegung, Seh Daeng erschossen. Nach einer umfassenden Offensive der Armee, bei der erneut mehrere Menschen den Tod fanden, kapitulierten die Anführer der Regierungsgegner, worauf sich die Situation wieder beruhigte.

### Überschwemmungen 2011

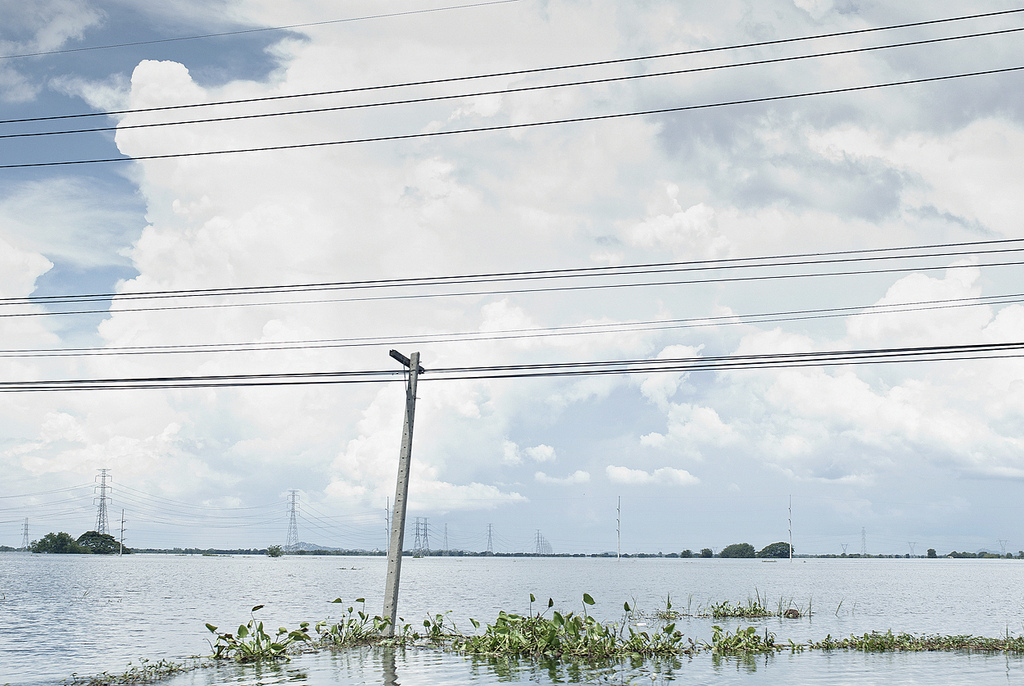
Überschwemmungen in Lop Buri

In der zweiten Jahreshälfte 2011 wurde Thailand von der größten Überschwemmung seit 50 Jahren betroffen. Aufgrund der Parlamentswahl im Juli fiel die Bekämpfung der Flut jedoch in die Zuständigkeit der Nachfolgeregierung von Yingluck Shinawatra.

## Zusammensetzung

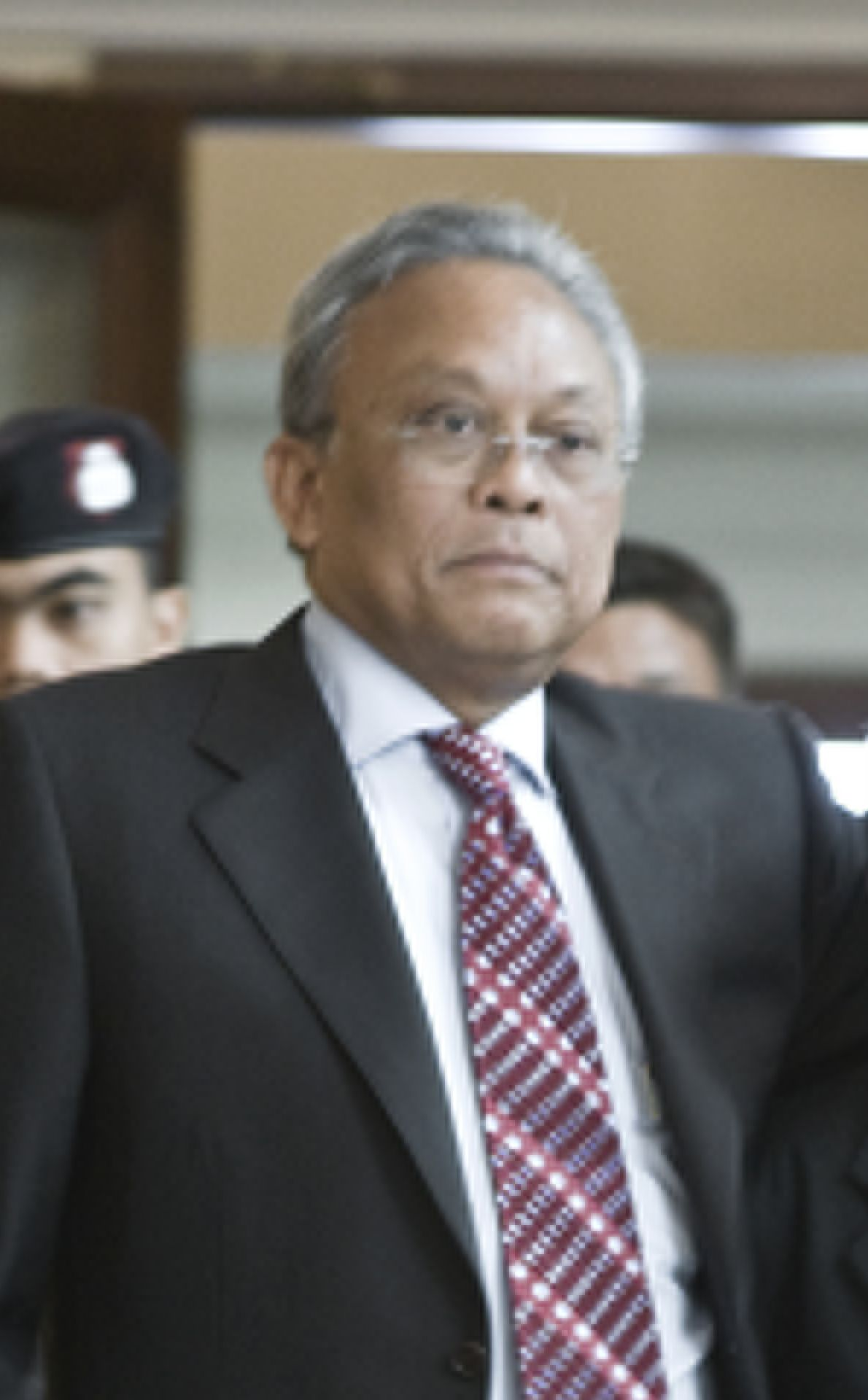
Vizepremierminister Suthep Thaugsuban (2009)
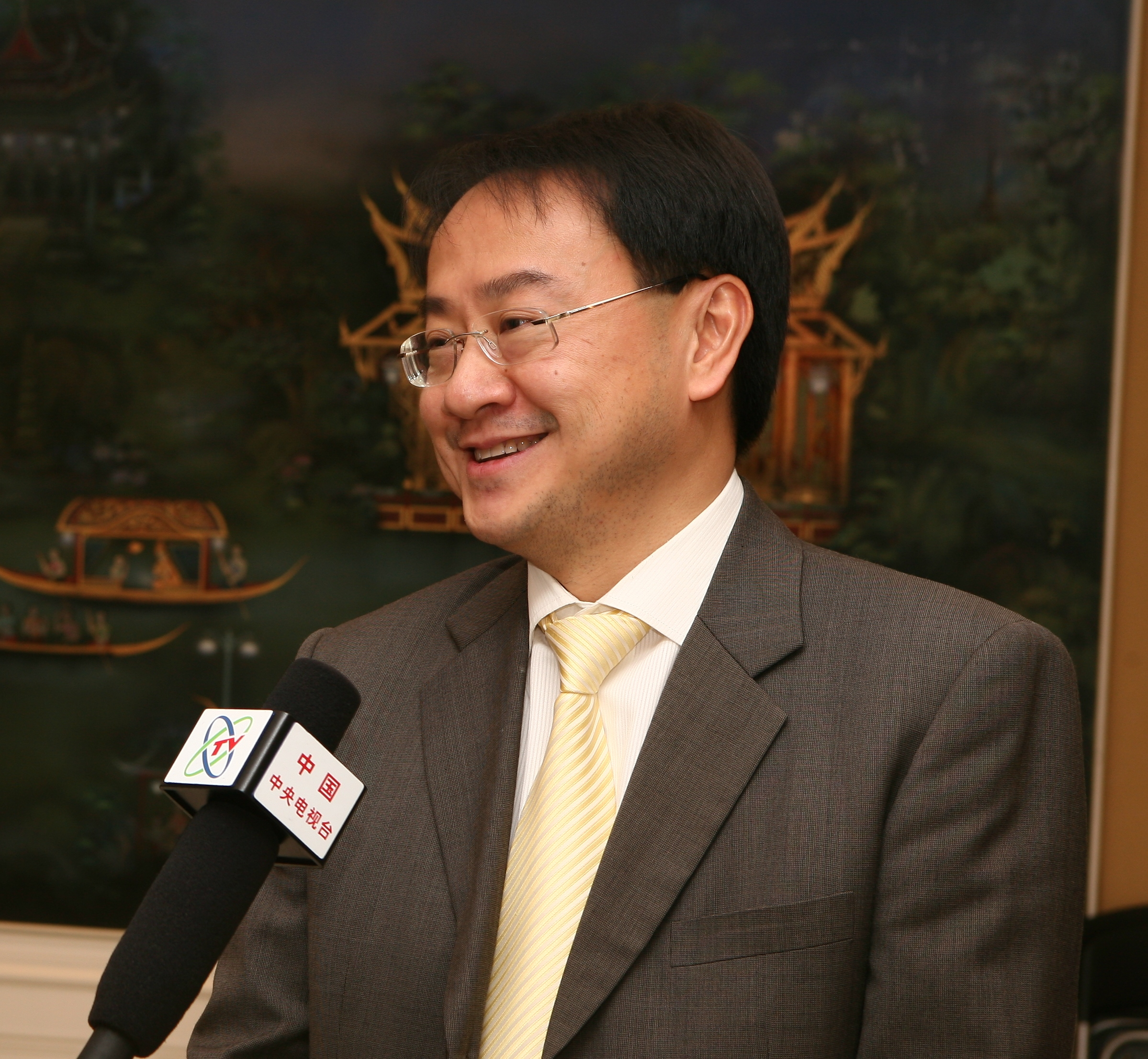
Büroleiter des Premierministers Virachai Virameteekul (2009)
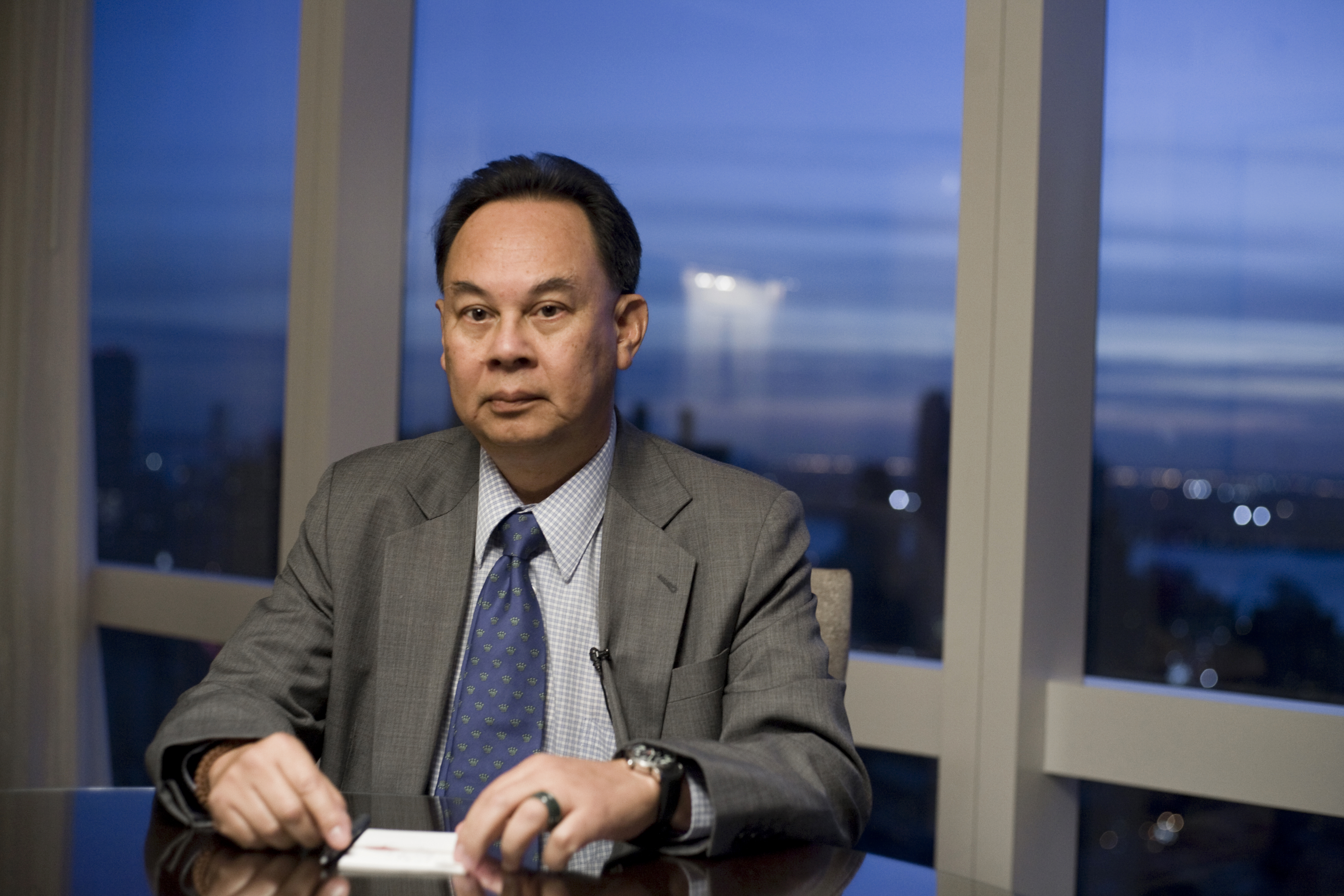
Außenminister Kasit Piromya (2009)
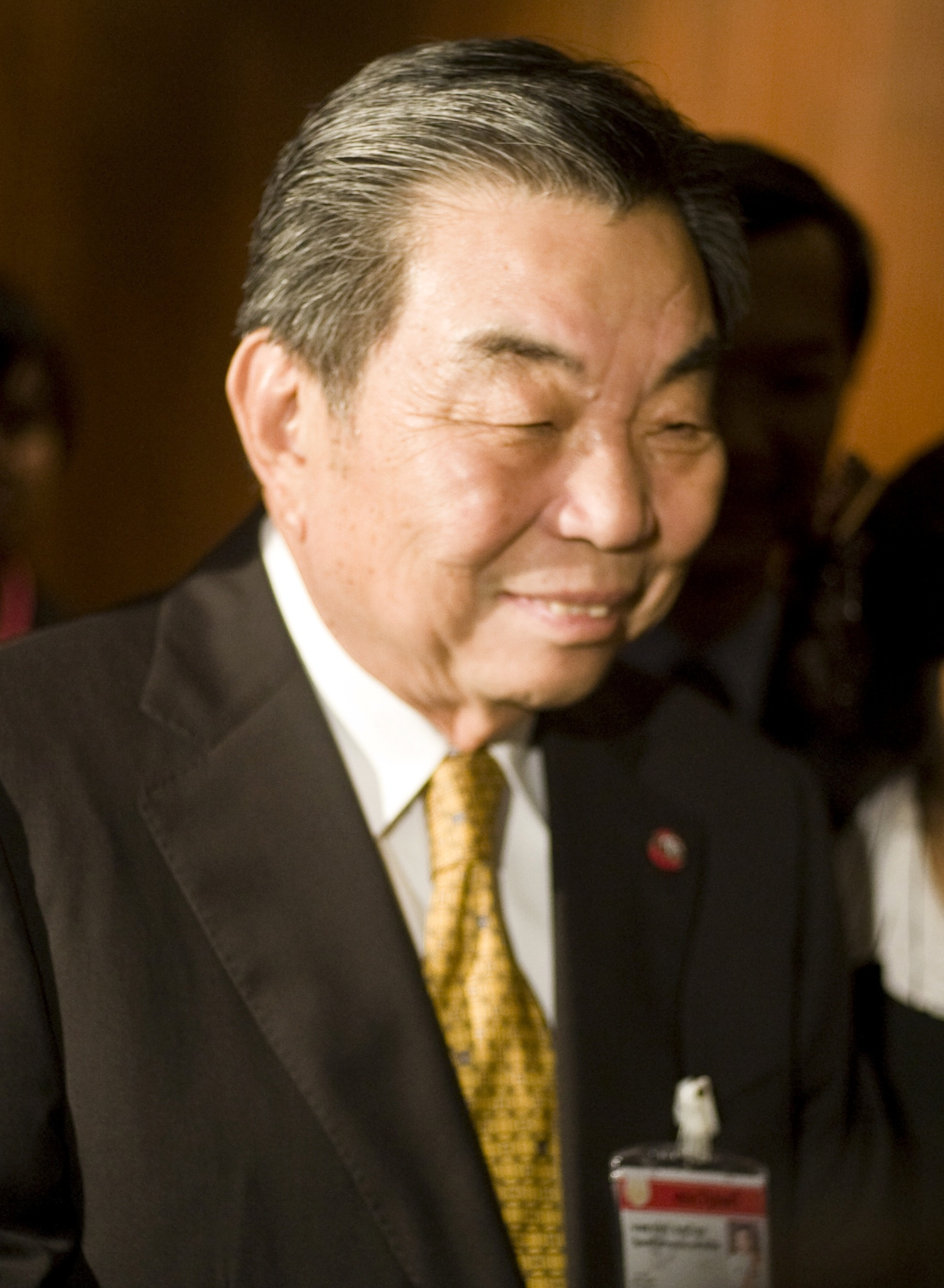
Chaovarat Chanweerakul (2010)

| Funktion                                                    | Person(en)                                                 |
| ----------------------------------------------------------- | ---------------------------------------------------------- |
| Premierminister                                             | Abhisit Vejjajiva                                          |
| Stellvertretende Premierminister                            | Suthep Thaugsuban, Korbsak Sabhavasu, Sanan Kachornprasart |
| Minister im Amt des Premierministers                        | Satit Wongnongtaey, Virachai Virameteekul                  |
| Verteidigungsminister                                       | General Prawit Wongsuwan                                   |
| Finanzminister                                              | Korn Chatikavanij                                          |
| Stellvertretende Finanzminister                             | Pradit Pataraprasit, Pruektichai Damrongrat                |
| Außenminister                                               | Kasit Piromya                                              |
| Tourismus- und Sportminister                                | Chumpol Silapa-archa                                       |
| Minister für soziale Entwicklung und Schutz der Bevölkerung | Witoon Nambutr                                             |
| Landwirtschaftsminister                                     | Theera Wongsamut                                           |
| Stellvertretender Landwirtschaftsminister                   | Chartchai Pukkayaporn                                      |
| Transportminister                                           | Sophon Saram                                               |
| Stellvertretende Transportminister                          | Kuakul Danchaiwijit, Prajak Kaewklahan                     |
| Minister für natürliche Ressourcen und Umwelt               | Suwit Khunkitti                                            |
| Informations- und Kommunikationsminister                    | Ranongruk Suwanchawee                                      |
| Energieminister                                             | Wannarat Charnnukul                                        |
| Wirtschaftsminister                                         | Pornthiva Nakasai                                          |
| Stellvertretender Wirtschaftsminister                       | Alongkorn Pollabutr                                        |
| Innenminister                                               | Chaovarat Chanweerakul                                     |
| Stellvertretende Innenminister                              | Boonjong Wongtrairat, Thaworn Senneam                      |
| Justizminister                                              | Pirapan Salirathavibhaga                                   |
| Arbeitsminister                                             | Phaithoon Kaeothong                                        |
| Kulturminister                                              | Teera Slukpetch                                            |
| Wissenschaftsminister                                       | Kalaya Sophonpanich                                        |
| Bildungsminister                                            | Jurin Laksanawisit                                         |
| Stellvertretende Bildungsminister                           | Chaiwuti Bannawat, Narisarat Chawaltanpithak               |
| Gesundheitsminister                                         | Witthaya Kaewparadai                                       |
| Stellvertretender Gesundheitsminister                       | Manite Nopamornbodi                                        |
| Industrieminister                                           | Charnchai Chairungrueng                                    |